# Вільгельм Кувайде
Вільгельм Кувайде (нім. Wilhelm Kuhweide, 6 січня 1943) — німецький яхтсмен.
Олімпійський чемпіон 1964 року в класі Фінн, бронзовий призер 1972 року в класі Зоряний, учасник 1968, 1976, 1984 років.
Переможець Золотого кубка Фінн 1963, 1966, 1967 років.
Чемпіон світу в класі Зоряний 1972 року.
Бронзовий призер Чемпіонату Європи в класі Зоряний 1971 року.